# Fairview (Califòrnia)
Fairview és una concentració de població designada pel cens dels Estats Units a l'estat de Califòrnia. Segons el cens del 2000 tenia 9.470 habitants.

## Demografia
Segons el cens del 2000, Fairview tenia 9.470 habitants, 3.281 habitatges, i 2.427 famílies. La densitat de població era de 1.320 habitants/km².
Dels 3.281 habitatges en un 32,7% hi vivien nens de menys de 18 anys, en un 58,2% hi vivien parelles casades, en un 11,6% dones solteres, i en un 26% no eren unitats familiars. En el 18% dels habitatges hi vivien persones soles el 6% de les quals corresponia a persones de 65 anys o més que vivien soles. El nombre mitjà de persones vivint en cada habitatge era de 2,84 i el nombre mitjà de persones que vivien en cada família era de 3,22.
Per edats la població es repartia de la següent manera: un 24,1% tenia menys de 18 anys, un 7,1% entre 18 i 24, un 30,1% entre 25 i 44, un 26,9% de 45 a 60 i un 11,8% 65 anys o més.
L'edat mediana era de 39 anys. Per cada 100 dones de 18 o més anys hi havia 96,1 homes.
La renda mediana per habitatge era de 76.647 $ i la renda mediana per família de 84.027 $. Els homes tenien una renda mediana de 50.705 $ mentre que les dones 41.599 $. La renda per capita de la població era de 28.950 $. Entorn del 2,6% de les famílies i el 6,4% de la població estaven per davall del llindar de pobresa.

## Poblacions properes
El següent diagrama mostra les poblacions més properes.